# Acetylacetonát iriditý
Acetylacetonát iriditý, zkráceně Ir(acac)3, je iriditý komplex s acetylacetonátovými (acac) ligandy, patřící mezi acetylacetonáty kovů. Jedná se o na vzduchu stálou červenou pevnou látku, rozpustnou v organických rozpouštědlech. Má molekulovou symetrii typu D3.

## Příprava a izomerie

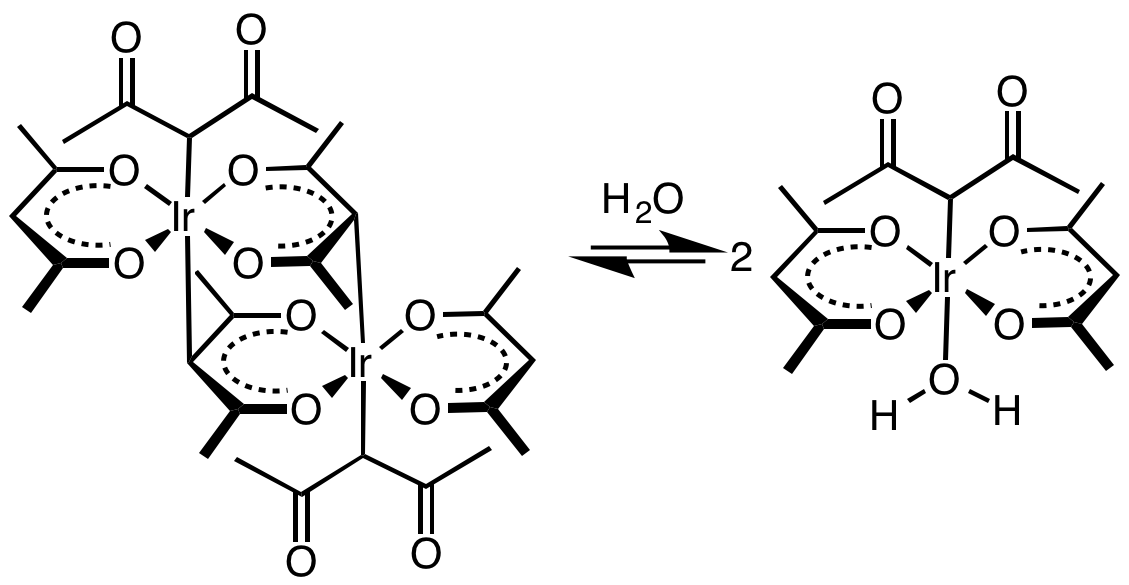
Struktura C-vázaného Ir(acac)_{3}

Acetylacetonát iriditý se připravuje reakcí chloridu iriditého s acetylacetonem. Komplex lze rozdělit na jednotlivé enantiomery prostřednictvím jejich aduktů s dibenzoylesterem kyseliny vinné.
Je znám i druhý vazebný izomer, v něm je jeden acetylacetonátový ligand na Ir navázán přes uhlík.

## Použití
O6-vázaný izomer byl zkoumán pro možné využití při chemické depozici z plynné fáze, například při tvorbě červeně zářících vrstev v OLED.
C-vázaný izomer je předmětem výzkumu jako možný katalyzátor aktivací vazeb C-H.